# Tanner Hall
Tanner Hall es una película dramática de 2009 sobre cuatro chicas que llegan a la mayoría de edad en un internado. Fue escrito y dirigido por Tatiana von Fürstenberg y Francesca Gregorini. Está protagonizada por Rooney Mara, Georgia King, Brie Larson, Amy Ferguson, Tom Everett Scott, Amy Sedaris.          
La película tuvo su estreno mundial en el Festival Internacional de Cine de Toronto, el 14 de septiembre de 2009, antes de ser estrenada el 9 de septiembre de 2011 por la productora Anchor Bay Films.

## Trama
Cuando Fernanda ingresa a su último año en Tanner Hall, un internado protegido en Nueva Inglaterra, se enfrenta a un cambio inesperado en su grupo de amigos cuando aparece una conocida de la infancia, la carismática y manipuladora alborotadora Victoria. Tímida y estudiosa, Fernanda suele ser la voz de la razón entre sus amigas: la aventurera y sexy Kate y la marimacho Lucasta. Celosa de la excitante relación de Fernanda, Victoria comienza a sabotear los planes de Fernanda y conspira para humillarla públicamente.

## Elenco
- Rooney Mara como Fernanda ("Fern")
- Georgia King como Victoria
- Brie Larson como Kate
- Amy Ferguson como Lucasta
- Tom Everett Scott como Gio
- Amy Sedaris como la señora Maggie Middlewood
- Chris Kattan como el Sr. George Middlewood
- Shawn Pyfrom como Hank
- Ryan Schira como Peter
- Susie Misner como Roxanne, la madre de Fernanda
- Tara Subkoff como Gwen
- Annika Peterson como Olga, la madre de Victoria
- Alaina Lauren Steinberg como Margaret

## Producción y recepción
Fue el primer largometraje de von Fürstenberg y Gregorini que tuvo su estreno mundial como Selección Oficial en el Festival Internacional de Cine de Toronto en septiembre de 2009. Fue bien recibido en el Festival Internacional de Cine de Hamptons y fue galardonado con el Gran Premio del Jurado a la Mejor Película en el Gen Art Film Festival. Fue recogido por Anchor Bay Films, una división de Anchor Bay Entertainment, y se estrenó en los cines en septiembre de 2011.
A pesar de esto, Rotten Tomatoes le dio a la película un puntaje del 12% con los críticos (sólo dos de las diecisiete críticas fueron positivas) y un puntaje del 27% con el público, una calificación de "Rotten" para ambos. El sitio de revisión agregada Metacritic obtuvo una puntuación de 40 sobre 100 en 10 revisiones, lo que indica mixto o promedio.

## Premios y nominaciones
| Año  | Festival                                   | Categoría                                                 | Candidato | Resultado |
| ---- | ------------------------------------------ | --------------------------------------------------------- | --- | --------- |
| 2009 | Festival Internacional de Cine de Hamptons | Intérprete revolucionario - Estrellas en ascenso          | Rooney Mara \| rowspan="" style="background-color:none;color:black; text-align:center; vertical-align:middle;" \| |           |
| 2010 | Festival de Cine GenArt                    | Premio Stargazer - Premio a la actriz emergente GenArtist | rowspan="" style="background-color:none;color:black; text-align:center; vertical-align:middle;" \|                |           |